# Егзонуклеаза
Егзонуклеаза је ензим који припада нуклеазама, ензимима који раскидају фосфодиестареске везе у молекулима нуклеинских киселина. Егзонуклеазе делују на крајевима нуклеинских ланца, односно одвајају крајње нуклеотиде. Реакција хидролизе којом се раскидају фосфодиестерске везе се одвијаја на било 3’ или 5’ крају. Егзонуклеазе су блико сродне са ендонуклеазама, које разлажу фосфодиестарске везе у средини полинуклеотидног ланца. Еукариоте и прокариоте имају три типа егзонуклеаса које учествују у нормално манипулацији иРНК: 5’ до 3’ ексонуклеаза, која је зависна од декапирајућег протеина, 3’ до 5’ егзонуклеаза, независни протеин, и поли(А)-специфична 3’ до 5’ егзонуклеаза.